# Stiftung Deutsches Forum für Kriminalprävention
Die Stiftung Deutsches Forum für Kriminalprävention (DFK) ist eine gemeinnützige, rechtsfähige Stiftung des bürgerlichen Rechts mit Sitz in Bonn. Hauptzweck des DFK ist die Förderung der Kriminalprävention in allen Aspekten.

## Geschichte
Die Stiftung wurde am 21. Juni 2001 von der Bundesrepublik Deutschland sowie den Ländern Hessen, Mecklenburg-Vorpommern, Niedersachsen, Nordrhein-Westfalen, Saarland, Sachsen, Sachsen-Anhalt, Schleswig-Holstein und Thüringen gegründet. Durch eine spätere Aufnahme der restlichen Bundesländer sowie von Vertretern der Wirtschaft, von Verbänden, Gewerkschaften und großen Religionsgemeinschaften ist das Stiftungskuratorium heute gesamtgesellschaftlich zusammengesetzt.
Die Satzung wurde am 29. Juni 2001 durch das Innenministerium des Landes Nordrhein-Westfalen als oberster Stiftungsbehörde genehmigt und sieht die Förderung der Kriminalprävention durch die Bündelung gesellschaftlicher Kräfte, die Vernetzung zwischen Wissenschaft, Praxis und Politik sowie durch die Initiierung von Projekten, Forschungsbeiträgen oder Symposien vor. Die konstituierende Sitzung der Stiftung fand am 24. November 2001 im Schloss Bellevue in Anwesenheit von Bundespräsident Johannes Rau statt.

## Kuratorium, Vorstand und Geschäftsstelle
Das Stiftungskuratorium besteht aktuell aus 57 Mitgliedern, denen derzeit der Bundesminister der Justiz und für Verbraucherschutz als Präsident vorsteht. Vizepräsidentin ist die Niedersächsische Justizministerin.
Der Vorstand wird vom Kuratorium gewählt und bildet sich aus dem Vorsitzenden Gerd Neubeck (Deutsche Bahn AG), dem Geschäftsführenden Vorstandsmitglied Stefan Daniel (Bundesministerium der Justiz und für Verbraucherschutz) und dem weiteren Mitglied Norbert Seitz (Bundesministerium des Innern).
Die Geschäftsstelle des DFK ist am Dienstsitz des Bundesministeriums des Innern ansässig. Aktuell acht Mitarbeiter sind aus Ressorts und Behörden des Bundes und der Länder zugewiesen. Zum Team gehören derzeit weiterhin sieben Wissenschaftler, die aus Bundeshaushaltsmitteln finanziert werden (vgl. weiter unten "NZK").

## Arbeitsschwerpunkte
Kernaufgabe der Stiftung ist der Wissenstransfer aus kriminologischer Forschung und Präventionspraxis. Das DFK fungiert als nationaler und internationaler Netzwerkpartner, etwa als Kontaktstelle im European Crime Prevention Network, engagiert sich für und bei kriminalpräventive/n Veranstaltungen wie dem Deutschen Präventionstag und fördert zahlreiche kriminalpräventive Projekte und Programme. Zudem erscheint quartalsweise die Zeitschrift forum kriminalprävention, die deutschlandweit einzige periodische Publikation auf diesem Gebiet. Wolfgang Kahl ist seit 2010 verantwortlicher Redakteur.
Thematische Schwerpunkte der Stiftungsarbeit sind zurzeit Gewaltprävention, Extremismusprävention, Schutz von Flüchtlingen, Wohnungseinbruchsprävention, städtebauliche Kriminalprävention und Kommunales Präventionsmanagement.
Mit dem wegweiser prävention hat das DFK ein umfassendes Informationsportal zur „Entwicklungsförderung und Gewaltprävention für junge Menschen“ geschaffen. In Zusammenarbeit mit der Grünen Liste Prävention verweist das Portal auf Präventionsprogramme, deren Wirksamkeit wissenschaftlich überprüft wurde und die nun von der Wissenschaft an Praktiker aus Kitas, Schulen und Jugendeinrichtungen empfohlen werden können.

## Nationales Zentrum für Kriminalprävention
Seit Januar 2016 ist die „Arbeitsstelle Nationales Zentrum für Kriminalprävention“ (NZK) an das DFK angegliedert. Das NZK ist ein wissenschaftlicher Fachdienst für Kriminalpolitik und Kriminalprävention, der auf Empfehlung der Arbeitsgruppe „Kriminalität und Sicherheit“ im Zukunftsdialog der Bundeskanzlerin gegründet wurde, sich aktuell in einer Aufbauphase befindet und mit dem DFK verschmolzen werden soll. Die Leitung hat Andreas Armborst übernommen, der mit seinem interdisziplinären Team in einer Bürogemeinschaft mit der DFK-Geschäftsstelle ansässig ist.
Das NZK führt eigenständige Primärforschungen durch und erstellt Forschungssynthesen sowie Metaanalysen zu einem bereits bestehenden Forschungsstand. Die aktuellen Hauptthemen des NZK sind islamistische Radikalisierung, Rechtsextremismus, Hooliganismus, junge Mehrfachtäter und Sexualdelikte.

## Publikationen
Das DFK hat in Zusammenarbeit mit Autoren aus Wissenschaft und Praxis eine Reihe an eigenen Publikationen erstellt, die über die Homepage oder die Geschäftsstelle abrufbar sind.
In der Literaturbox hat das DFK des Weiteren externe Literaturtipps zu kriminologischen und präventiven Themen erfasst, die über die Homepage abgefragt werden können.